# 申瑟琪
辛瑟基或譯申瑟琪（韩语： Shin Seul-Ki，1998年3月3日—），韓國女演員，2022年以Netflix《單身即地獄2》打開知名度，2024年出演電視劇《金字塔游戏》正式以演員身份出道。

## 經歷
申瑟琪的父亲是一名医生，她毕业于艺术专门院校藝園學校、首尔艺术高中和首爾大學器乐系钢琴专攻，大学时申瑟琪参加电视台社团，梦想是成为一名播音员，2020年参加全国春香选拔大赛并以“真”的身份获奖后产生了成为演员的梦想，因此开始学习演技。
2022年申瑟琪参演Netflix人气恋爱真人秀节目《單身即地獄2》而广为人知，2023年與演員經紀公司Big Smile娛樂簽訂專屬合約，2024年通过TVING剧集《金字塔遊戲》作为演员正式出道。

## 演出作品

### 电视剧
- 2024年：TVING《金字塔遊戲》飾演 徐度雅
- 2025年：SBS《鬼宮》飾演 崔仁善
- 2025年：KBS2TV《拜託老鷹5兄弟！》飾演 獨孤世利
- 2025年：SBS《宇宙Marry Me》飾演 尹真京

### 综艺节目
- 2022年：Netflix《單身即地獄2》

## 奖项荣誉
- 2020年：第90届全国春香选拔大赛—春香小姐“真”[7][8]

## 外部連結
- 申瑟琪的Instagram帳戶
- 申瑟琪在NAVER上的资料